# Falerone
Falerone è un comune italiano di 3 195 abitanti della provincia di Fermo nelle Marche.

## Storia

### Falerone romana, altomedievale e medievale
Nel 90 a.C. ai piedi del Mons Falarinus (poi Falerone medievale), è ricordata la sconfitta dei Romani guidati da Pompeo Strabone da parte dei socii piceni comandati da Gaio Vidacilio, Publio Ventidio e Tito Lafrenio, nel percorso delle legioni romane verso Fermo. Del 29 a.C., nella centuriazione augustea della valle del Tenna, è l'edificazione di Falerio Picenus punto di snodo fra Firmum, Urbs Salvia e Asculum. La rappresentazione grafica di Falerio Picenus nel codice Acernario del VI secolo, con le due porte, a nord verso Urbs Salvia, e a sud verso Novana e Ausculum, ci conferma l'importanza del castrum.
Nel IV e V secolo la sede del vescovo di Falerio passa a Fermo, segno evidente dell'evidente stato di decadenza della città romana già preda di orde barbariche e del conseguente spopolamento e perdita di prestigio di centri romani a vantaggio di città più grandi. Rimane a Falerone la pieve di Santo Stefano, sotto la giurisdizione di Fermo.
Nel 765 è sede di un gastaldato longobardo dipendente dal Ducato di Fermo, istituito da Re Desiderio dei Longobardi in funzione antimeridionale, contro i due ducati di Spoleto e Benevento. Il gastaldo Volveto lascia un'iscrizione sul suo sepolcro, forse in San Giovanni delle Piagge (distrutta), sovrastante le Piane di Falerone, dove è anche la chiesa longobarda di San Paolino da Nola.
Nel 977 con il sorgere di un grande Stato feudale nell'alta collina fermana-maceratese retta dalla Signoria dei Brunforte e dei discendenti di Mainardo; Falerone diventa uno dei castelli maggiori. I suoi signori, vicari di Farfa, accesi ghibellini collegati con i Montefeltro e i Visconti mantengono il predominio sui castelli vicini e su Falerone sino al 1378, quando si assoggettò a Fermo. Nel 1274, nella divisione dei beni tra Pietro e Offreduccio figli di Fallerone, il paese e i suoi abitanti sono soggetti al dominio feudale dei signori, insieme a Penna San Giovanni, Belluco, Servigliano, una parte di Loro Piceno, Cerreto (frazione di Montegiorgio)  ecc. Non si parla quindi di Comune fino al 1378, quando i signori di Falerone, nelle persone di Stefano e Vanni (detto Vagnozzo) figli di Pietro II, dovettero lasciare la residenza faleronese e risiedere a Fermo, come condanna loro inflitta dal Consiglio Fermano per l'uccisione di Berto, figlio di Filippo, signore di Massa Fermana, compiuta durante una rissa scoppiata durante una festa locale. La condanna funse da pretesto per i Fermani per sradicare la signoria faleronese ed occupare Falerone, decretando la fine dei cosiddetti domini contadini dei nobiles locali che per circa due secoli dal XI secolo al XIII secolo avevano dato prestigio e potenza ai loro castelli e alle loro signorie. Il processo di occupazione militare fermana e distruzione delle resistenze locali finisce per coinvolgere diversi altri paesi insieme a Falerone. Le casate più nobili sono eliminate e sradicate dai loro feudi: così come Stefano e Vanni da Pietro II, anche Gentile da Mogliano è spogliato dei suoi beni, Boffo da Massa fatto fuori, i Monteverde vengono eliminati, i Brunforte dispersi e le rocche di Montappone, Massa Fermana, Penna San Giovanni, Sant'Angelo in Pontano, loro dimore. Il tutto si offre a vantaggio della formazione dello Stato di Fermo e della sua signoria sui castelli del suo comprensorio, entità che durerà fino all'Unità d'Italia.

### Falerone dall'età moderna a quella contemporanea
L'occupazione da parte dei fermani non garantì alla popolazione faleronese anni di pace e prosperità; all'alba del XV secolo il castello fu preda di saccheggi e invasioni operate da parte dei diversi capitani di ventura e mercenari in viaggio per la Marca. Già nel 1348 Falerone si arrese a Guastafamiglia Malatesta; nel 1358 venne espugnato da Anichino di Baumgarten mentre l'anno successivo fu la volta di Corrado di Landau. Nell'ottobre del 1413 subì la presa di Carlo Malatesta mentre appartiene al maggio del 1418 la conquista operata da Braccio da Montone nel tentativo di catturare Lodovico Migliorati signore di Fermo, rifugiatosi nel castello di Falerone. Il Montone espugna la rocca e saccheggia l'abitato, imprigionando tutti gli abitanti e distruggendo l'archivio storico e gli atti pubblici della comunità, pervenuti fino a quella data. Egli riesce nel tentativo di catturare il Migliorati e pretende da lui, il pagamento di 9000 ducati per il riscatto dei suoi prigionieri. Nel giugno del 1444 si ricorda l'assalto di Niccolò Piccinino da Perugia e nell'estate del 1498 il tentativo vano di Ercole Bentivoglio.
Nel 1527 i discendenti di Pietro II, gli Euffreducci, Oliverotto da Fermo e il nipote Ludovico dei signori di Falerone, sostenuti da popolazioni fedeli nel loro e in altri 12 castelli, tentano una loro signoria su Fermo, ma sono eliminati l'uno, Oliverotto da Cesare Borgia, l'altro, Lodovico, da Niccolò Bonafede, cardinale legato dello Stato della Chiesa. Le cronache narrano che Ludovico, in contrasto aperto con i pontifici, nel febbraio del 1520 entra a Falerone con un esercito di 200 cavalli e 2000 fanti, accolto dai suoi partigiani e dalla popolazione a lui fedele. Nel marzo dello stesso anno, in seguito al rifiuto di resa da parte del legato pontificio, viene assalito da Giovanni de' Medici (Giovanni delle Bande Nere) che lo costringe ad uscire fuori dal castello di Falerone, e a darsi battaglia lungo la valle del Tenna. Lo scontro gli è fatale; le sue milizie in netta inferiorità numerica rispetto all'esercito pontificio guidato da Niccolò Bonafede, Giovanni de' Medici e Brancadoro da Fermo, vengono disperse e Loduvico rimane ucciso da un colpo di picca infertogli da Carlo d'Offida. Quest'ultimo poi, con la vittoria, entra in Falerone e si abbandona al saccheggio della località, distruggendo ulteriori incartamenti e documenti della Comunità. Con la morte di Ludovico, i beni degli Euffreducci e i diritti sul castello di Falerone, valutati intorno ai 40000 ducati, passano in possesso di Giovanni de' Medici per ordine di suo cugino, papa Leone X, come risarcimento per le spese militari affrontate insieme ad un premio di 6000 ducati per la repressione dei focolai d'insurrezione nelle Marche. Molti dei partigiani degli Euffreducci sono fatti fuori, altri fuggono a Venezia e in Romagna, per poi ritornare a Falerone sotto il cognome di Emiliani, assumendo così una denominazione trasformata; Fabrizio, figlio di Pietro III da Falerone, è il primo ad assumere dopo il suo ritorno, il cognome "Emiliano" dando inizio a una dinastia che in breve tempo ascende ai maggiori gradi della nobiltà locale, conseguendo il patriziato fermano.
Nel Codex.Dipl. il castello di Falerone risulta quindi presidiato militarmente dai Fermani; distrutti i Castelli di Bascione, Castelnuovo e Agello nel territorio faleronese.
Negli Statuti di Fermo del 1507 Falerone è tra i Castelli maggiori, ma la sua prevedibile decadenza in uno Stato Pontificio ostile, dirotta su altre città le classi dirigenti e la funzione amministrativa, quando la sede del Governatore viene trasferita prima da Falerone a Montappone, per poi insediarsi definitivamente a Montegiorgio. Decadenza visibile anche in età napoleonica: Montegiorgio è riconosciuto come capo cantone sui comuni di Magliano di Tenna, Falerone, Montappone, Monte Vidon Corrado, Francavilla d'Ete, Mogliano e Loro Piceno.
Falerone è località tra le più rappresentative del Piceno: unisce testimonianze importanti dell'età romana e altomedievale e medievale, con tradizioni persistenti della civiltà contadina e con un precoce inserimento già nel XVIII secolo delle manifatture del settore della paglia e dei cappelli, attorno al quale ricostruisce il suo distretto con Monte Vidon Corrado, Montappone e Massa Fermana.

### Gli antichi Signori feudatari di Falerone
Nel Basso Medioevo, dal Mille al Rinascimento, la Storia di Falerone è tutta imperniata sulla Signoria Locale;tale dinastia numerosa si arricchì nel tempo di rami collaterali, che finirono per insediarsi nei castelli e comuni del circondario della Media Val Tenna, creando quindi una propria influenza su gran parte del territorio della Marca Fermana; sarà quindi doveroso presentare la Tavola Genealogica illustrando solo i personaggi più importanti, coloro che hanno fatto parlare maggiormente le cronache del tempo. Conviene iniziare dal suo capostipite, creato feudatario della Chiesa dal Vescovo fermano Gaidolfo e nominato conte dall'imperatore germanico Ottone I, probabilmente nel 962, quando egli sostò per alcuni giorni a Fermo. La notizia di tale nomina ci perviene dal più antico documento dell'Archivio Statale di Fermo, il codex 1030; le parole che contiene sono solenni, l'atto è del X sec.,"anno abbazia incarnatione nonagesimo septuagesimo septimo..." (977): "...Nos Gaidulphus episcopus sanctae firmanae ecclesiae....dedimus tibi Mainardo comes filii quondam Sifredi et filiis et nepotis tuis usque ad tertiam generationem ad usufruendum rem iuris sanctae firmanae ecclesiae..." "...Noi Gaidolfo vescovo della Santa Chiesa Fermana diamo a te conte Mainardo, figlio del fu Sigfrido, a ai tuoi figli e ai tuoi nipoti fino alla terza generazione, il patrimonio della Chiesa Fermana..." ...che si estende da capo "fine Alpi Montis de pede fino rigo Scave qui venit in Tenna maiore...de uno lato fluvio Aso...", "da una parte dalle vette dei Sibillini e dall'altra circa a metà della valle del Tenna (tra Santa Vittoria in Matenano e Curetta di Servigliano) e a sud del fiume Aso..." e altri punti di riferimento.
Sulla nomina di Mainardo, non vi è alcun dubbio che tra la sua famiglia fosse proprio lui il primo a fregiarsi del titolo di conte, né suo padre Sifredo, né suo nonno,  l'omonimo Mainardo, vengono citati con titoli nobiliari, ma solamente come semplici cittadini, mentre quando si nomina il nostro Mainardo, lo si fa sempre con il suo titolo di conte. D'altra parte è sicuro che il conte Mainardo fosse assai ricco, sia per meriti che per eredità potendo disporre, all'atto della convenzione con il vescovo fermano di oggetti d'oro e d'argento per il valore complessivo di 2000 soldi, oltre le terre date in compenso e parte in cambio di quella della Chiesa fermana, con un censo annuo di 5 soldi di corso legale.
- Mainardo figura quindi come primo conte; è molto probabile che esso sia nato presso il confine comunale tra Santa Vittoria in Matenano e Servigliano, dato che nel citato documento del 977, indicando i confini di alcuni terreni, il vescovo Gaidolfo rivolgendosi al conte, usa varie volte la frase: “Da un lato la terra tua…” confinante con il fosso Tassiano (odierno San Gualtiero) “La terra tua delimitata da un lato dal fosso Tassenario…ecc”. Quindi la casa paterna di Mainardo era posto lungo tale confine, dove detenevano proprietà e terreni i Monaci dell'Abbazia di Farfa. Dal Chronicon farfense redatto dallo storico Gregorio da Catino veniamo a sapere che il conte Mainardo si era appropriato di vasti ed importanti beni posseduti già dai Farfensi: le corti e tenute di Cisterna di Montegiorgio e Monacesca presso il fiume Tenna, nel luogo dell'Antica Abbazia femminile che sorgeva in contrada Murgiano presso le attuali Piane di Montegiorgio, la vasta corte di Mogliano con più di 11000 moggi di terra di pertinenza, la corte di Apriano, a metà strada fra Montegiorgio e San Marco di Ponzano di Fermo, e in territorio di Sant'Angelo in Pontano, terre e castagneti. Tale occupazione appariva per Mainardo di sangue longobardo, come un onesto recupero di beni appartenuti per secoli al popolo longobardo, in virtù del Gastaldo di Falerone, mentre per il monaco Gisone, preposto di Montegiorgio, era semplicemente un'usurpazione. Lo stesso Chronicon ci ricorda come alla morte del conte, tutti i suoi beni furono divisi fra i due figli, Giberto ed Offone.
- Giberto I stabilì per sé e per i suoi discendenti la residenza a Falerone e si impossessò di beni nelle vicinanze: la corte di Sant'Angelo in Pontano, l'antica chiesa di Sant'Angelo edificata presso il Tenna, nelle attuali Piane di Montegiorgio, con tutte le pertinenze annesse: Castagneto, Cisterna e Monacesca di Montegiorgio. Alla sua morte i beni passarono ai figli.
- Offone stabilì invece la sua residenza a Villamagna in territorio di Urbisaglia alienandosi la corte di Mogliano di 11000 moggi di terra; risulta presente in questa corte una chiesa dedicata a Santa Vittoria, oggi non più esistente. Alla sua morte i beni passarono a Faroldo, il suo primogenito; quest'ultimo è citato in atti notarili del 1036 e del 1097 e risulta morto intorno al 1101.

Con i figli di Mainardo hanno inizio due fra le dinastie più potenti e feconde che partendo dai castelli originari, amplieranno le loro dipendenze verso le medie valli, occupando con i loro discendenti ogni spazio. Offone dunque, verso Fiastra e il Chienti, Giberto nella parte centrale del Tenna, La loro denominazione dai Castelli: “domini de Moellano, domini de Monteverde, de Fallerono, de Lauro, de Smerillo” non inficia la sostanziale unità del loro sistema politico e l'azione comune che essi perseguono appoggiandosi e collegandosi. In ogni momento politico, in ogni patto di pace o conflitto, li troviamo tutti uniti e schierati con i rispettivi castelli, rappresentati da coloro che considerano i loro capi: i Brunforte, i Mogliano, i Monteverde, i Falerone, che appaiono come le diramazioni e le famiglie più potenti. Tali signori, per mezzo di matrimoni, accordi ed usurpazioni, si allargano fino a controllare tutto il Territorio della Marca Meridionale, dal Chienti al Tronto, creando un grande stato feudale retto da una fitta rete di vassalli e famiglie. Dei Signori di Falerone, successore di Giberto I è:
- Mainardo II, figlio di Giberto.
- Esmidone, figlio di Mainardo II cittadino faleronese che spesso si recava a Fermo, allora capoluogo della Marca fermana; figura in documenti del 1121 e 1141 e si apprende che ha due figli: Giberto II che è legittimo e Gentile che invece è naturale ed è soprannominato Avoltrino dalla contrada materna sita tra Fermo e Lapedona. Esmidone per non diseredare il figlio naturale, si attiene alla legge longobarda, che dispone che l'eredità di un figlio naturale riconosciuto, deve essere confermata e approvata dai figli legittimi e di fatto il conte Giberto II non solo conferma la detta eredità, ma permutò alcuni suoi beni destinandoli al fratello.
- Gentile Avoltrino ebbe tre figli naturali, chiamati Allegretto, Giberto ed Ofreduccio, i quali per il fatto d'essere figli naturali di padre naturale, secondo la legge longobarda non potevano ereditare. Perciò furono affidati dal padre Gentile al vescovo fermano Liberato, insieme alla donazione di terre e beni, a condizione che fossero protetti contro le opposizioni dei cugini, i figli legittimi dello zio Giberto II.

Dei figli di Giberto II morto intorno al 1150 sono da ricordare Rinaldo il Vecchio, Baligano di Fermo, Bernardo di Monteverde e Ruggero di Fallerone.
- Rinaldo detto il Vecchio, è il fondatore della dinastia dei domini de Moellano, poiché suo figlio Fidesmido si sposta dalla casa originaria e si insedia nel Castello di Mogliano, dando inizio alla sua discendenza. Nipote di Fidesmido è Rinaldo II il Grande (morto nel 1282), figlio di suo figlio Bonconte e di Monaldesca di San Ginesio. Rinaldo si insedia nel castello di Brunforte tra Sarnano e Amandola, dando inizio all'omonima dinastia dei Brunforte.
- Baligano, già arcidiacono della Chiesa Fermana, ne diviene vescovo (1145-1167), ottiene dai fratelli il Castello di Francavilla d'Ete, nel tentativo di fortificare i castelli della Val di Chienti contro il Marchese di Ancona Guarniero, che nel 1153 assale il territorio e sbaraglia l'esercito di Baligano. Il vescovo deve cedere Morrovalle, che può riottenere nel 1164 sostenendo l'imperatore Federico Barbarossa nell'elezione a Pavia dell'antipapa Vittore IV contro papa Alessandro III, sostenitore dei comuni Lombardi.
- Berardo, è protagonista e presente insieme ai suoi figli Giberto, Corrado, Ofreduccio di atti notarili e cambi di terre con i vicini Signori di Villamagna e i feudatari loro fedeli. Dalla sua prole ha origine la dinastia dei Da Monteverde.
- Ruggero è detto Fallerone I, essendo il restauratore delle fortune economiche e politiche della dinastia faleronese, sposa Piuccheneve dei conti di Villamagna, muore prima del 1139. Egli genera una prole ricca di ben 7 figli maschi: Berardo, Pietro, Ofreduccio, Rinaldo, Baligano, Corrado e Guidone. Tra questi vanno ricordati alcuni più celebri passati alla storia per fatti di cronaca ed eventi fondamentali.

Dei figli di Fallerone I citiamo quindi i più noti e considerevoli di memoria:
- Rinaldo è noto con lo pseudonimo di Pellegrino, attribuitogli il 15 agosto del 1222 da San Francesco d'Assisi, che lo convertì, nella Piazza Maggiore di Bologna, dove Rinaldo frequentava la celebre Università. Prima di diventare uno dei più assidui compagni del Santo Assisiate, egli era stato un abile paciere fra le discordie della propria famiglia e da adulto diligente aveva intrapreso gli studi di Diritto a Bologna. Unitosi ai francescani, si recò in Terra Santa ad evangelizzare quelle terre, così come gli era stato ordinato, suscitando persino il rispetto dei Saraceni. Mori nel 1233 a San Severino Marche.
- Baligano fu alternativamente amico ed aspro nemico dell'imperatore Federico Barbarossa e quindi causa non ultima dell'incendio di Fermo del 1176 e della distruzione del Duomo da parte dell'esercito imperiale. Sposò Tasselgardesca, figlia di Manerio, signore di Ripatransone, risolvendo così le vertenze con il vescovo Adenulfo. Ebbe due volte la dichiarazione di sudditanza e fedeltà del vassallo di Malvicino, castello presso Sarnano; venne a patti con i Signori di Villamagna, strinse alleanza con Tolentino contro San Ginesio, rivendicò in nome dei Signori di Falerone, i diritti su Loro Piceno e acquistò il castello di San Costanzo, villaggio dell'attuale comune di San Ginesio. Morì vero il 1250.

Tra i figli di Fallerone I sono da ricordare anche due di loro, che passeranno alla storia per aver dato i loro nomi a due castelli nei pressi di Falerone (castelli che oggi sono comuni): Corrado e Guidone, che legarono il proprio titolo alla storia di Monte Vidon Corrado e Monte Vidon Combatte.
- Fallerone II, succedette a Baligano alla guida della signoria faleronese, si sa solo che fu simpatizzante del Re Manfredi, sposò Gualteruccia, figlia di Gentile da Varano, signore di Camerino. Muore prima del 1274. Ebbe due figli: Pietro I ed Ofreduccio I i quali consolidarono le fortune della famiglia e diedero una svolta radicale al futuro della loro Signoria.
- Pietro I da Falerone consolidò le fortune della Famiglia e fondò la dinastia che poi si sarebbe stabilita definitivamente a Falerone, identificandosi con i Nobili Emiliani.
- Ofreduccio I, trasferitosi a Fermo, è il fondatore della dinastia degli Eufreducci, famiglia che sarà al centro delle cronache fermane e godrà di cariche civili e poteri. Tra i suoi discendenti si distingueranno poi, tre secoli più tardi Oliverotto Eufreducci e il nipote Ludovico. Ofreduccio ricopre vari ruoli amministrativi e civili: fu sindaco di Santa Vittoria in Matenano nel 1270, podestà di Foligno nel 1283, di Jesi nel 1288, di Rieti nel 1293; capitano del popolo a Siena nel biennio 1293-1294.

Nel maggio del 1274, i Signori di Falerone, compresi Pietro I ed Ofreduccio I, procedettero all'amichevole divisione dei loro numerosi beni: il paese di Falerone con i suoi abitanti, quali sudditi tenuti al pagamento delle imposte, il paese di Penna San Giovanni con i suoi abitanti tenuti al pagamento delle imposte, i paesi di Belluco e Servigliano, i proventi della chiesa di Santa Margherita di Falerone, metà del castello di Loro Piceno, essendo l'altra parte destinata ai signori di Mogliano, il villaggio di Cerreto di Montegiorgio meno la quarte parte, donata a Gualtiero da Brunforte come dote della moglie Agnese, figlia di Corrado fu Fallerone I; i castelli e il territorio di San Costanzo e Colonnalto presso San Ginesio, il villaggio di Bascione di Falerone, i proventi della chiesa di Sant'Angelo di Piane di Montegiorgio, il villaggio di Piobbico di Sarnano, i beni e i diritti goduti in Tolentino, Ascoli Piceno, Amandola, Montefortino, San Ginesio, Bolognola, Acquacanina, Fiastra e Caldarola con circa 300 vassalli, tenuti ai doveri di fedeltà e sudditanza. Altri beni ricordati nell'atto sono i molini, tra cui quello della Madonnetta a Piane di Falerone (Madonna del Molino), le fornaci di laterizi, il bestiame da cortile e da pascolo.
Con il cambiare dei tempi, il sorgere dei liberi comuni e l'affermarsi delle corporazioni, anche i Signori di Falerone videro diminuire sempre più le loro rendite, per cui furono costretti a rivedere il proprio patrimonio, cedendo e vendendo privilegi e beni alle comunità locali ed adattandosi a vivere come semplici cittadini, accettando uffici civili e cariche amministrative. La divisione dei beni fu quindi lo strumento per cominciare alla vendita dei loro cospicui beni lontani dalla residenza faleronese, determinando così il sorgere di molteplici famiglie di proprietari terrieri e nobili nei rispettivi castelli e paesi.
In tale operazioni, i fratelli Pietro e Ofreduccio cedettero i beni siti in Cerreto e Villa Colle al Comune di San Ginesio, vendendo altresì i diritti e i beni goduti presso il castello di San Costanzo; cedettero al comune di Amandola le loro porzioni di proprietà sul Colle Agello e sul Monte Amandola, compresi vassalli e pertinenze, e con i soldi ricavati comprarono dai loro parenti il castello di Castelnuovo di Falerone. Nunzio (o Nuccio) di Pietro vendette i beni e i diritti in contrada Aiello al comune di Penna San Giovanni.
La divisione di tali beni inoltre, permise l'espansione del paese di Falerone, con la costruzione di un nuovo asse viario verso il borgo di Santa Rosa e l'inclusione dentro la nuova cinta muraria del Convento francescano e della Piazza di San Fortunato. L'espansione del borgo verso Ovest, favorì l'apertura di un nuovo accesso al Castello (Porta Santa Rosa) e la costruzione di una nuova strada verso la frazione di Piane detta di Castelnuovo, riferibile al nuovo Castello.
- Nuccio figlio di Pietro I, fu podestà di Perugia nel 1310.
- Filippo e suo figlio Nicola, discendenti di Nuccio; non si hanno particolari notizie su di loro, vivono a cavallo tra il XIII sec. e XV sec.
- Pietro II e i figli Stefano e Vanni, sono arrestati dai Fermani nel 1378 e obbligati ad inurbarsi a Fermo nel quartiere della contrada Castello, in seguito alla condanna inflitta loro per l'uccisione del figlio del conte Filippo di Massa Fermana.
- Antonio, figlio di Vanni, dové dibattersi a lungo nella faccenda del molino della Madonetta di Falerone, con l'aggravio di dover pagare al comune di Penna San Giovanni un canone annuo di due salme di ottimo grano, in compenso della cessione di alimenti ed il vallato con l'acqua del Salino. Antonio non accettando il canone predetto, decise di donare la metà del mulino e dei relativi diritti al Comune di Falerone a patto che questi lo rendesse pienamente efficiente e desse a lui la metà della molinatura.
- Fabrizio Emiliano e Piersante, figli di Pietro III, nipoti di Antonio, nel 1496 venderono l'altra metà del mulino al Comune di Falerone per il prezzo di trecento ducati d'oro. Con i nipoti di Antonio la dinastia faleronese riprende non solo vigore, ma ascende ai maggiori gradi della nobilità fermana, conseguendo il prestigioso patriziato fermano. Dal secondo nome di Fabrizio ha origine la famiglia degli Emiliani, nobili di Falerone e Fermo fino all' XIX sec.

### Simboli
Lo stemma è uno scudo sannitico ornato da un'armatura medievale, con l'elmo con pennacchio, gli spallacci e i fiancali di protezione, a ricordare la dominazione del paese da parte della locale signoria di feudatari di origine franca, eredi di un popolo tradizionalmente bellicoso e votato alla guerra, che crearono un proprio stato dominando su 30 castelli della media-alta Val di Tenna, facendo di Falerone la loro capitale. Nello scudo compare, su sfondo azzurro, una sbarra di rosso, caricata della sigla S.P.Q.F che ricorda la grandezza e lo splendore della città romana di Falerio Picenus sorta in questo comune nel 29 a.C. non inferiore per importanza alla vicina città di Fermo.
Il gonfalone è un drappo di rosso.

## Società

### Evoluzione demografica
Abitanti censiti

## Cultura

### Feste
Il patrono è san Fortunato di Todi (benché probabilmente sia una contaminazione avvenuta nel XV secolo che portò a sostituire l'originario patrono San Fortunato di Montefalco) famoso per i numerosi miracoli compiuti a Falerone. Il santo è festeggiato dal paese il 1º giugno, con una grande festa e con una processione accompagnata dal corpo bandistico "Città di Falerone".
Il Lunedì dell'Angelo, nel "Parco San Paolino" (dell'omonima contrada), in cui è presente una piccola chiesa dedicata al Santo, si svolge un gioco tradizionale simile alle bocce detto "Totu".

#### La 'Nzegna
La seconda settimana di agosto viene festeggiata la festa della "Nzegna" (da non confondere con la Nzegna di Carovigno) dove le otto contrade del paese realizzano dei carri allegorici fatti solo di grano ed altri derivanti. Insieme ad essi vengono scritte delle piccole "Veglie" dove si usano costumi dell'inizio del Novecento. La prima domenica viene svolto "Il ballo della Nzegna" nel quale ogni ballerino deve far girare una bandiera di 3 kg sotto le proprie gambe e resistere 5 minuti facendo toccare meno volte la bandiera per terra. Racconta la leggenda che quando San Fortunato evitò l'invasione un contadino si mise a ballare con lo stendardo che rappresenta il patrono inventando il gioco. Essendo nata Falerone dall'antica colonia romana di Falerio Picenus, al di là della leggenda, probabilmente si tratta del salto della bandiera, famoso tra i legionari romani e rimasto vivo in altre poche comunità Italiane che traggono origine da colonie romane.
La seconda domenica invece si effettua la sfilata dove tutte le persone vestite in abiti di inizio novecento sfilano dietro i carri.

### Cucina
I prodotti tradizionali del paese sono:
- il serpe di Falerone (in dialetto "lu serpe"): dolce tipico del periodo natalizio nato nelle cucine dell'ex monastero delle clarisse. È un dolce di pasta frolla a forma di serpente, glassato con cioccolato e all'interno ripieno di un impasto di mandorle, amaretti e cannella. È decorato inoltre da ciliegie rosse candite e ghiaccia reale.
- Olio "Piantone di Falerone": varietà di olio extravergine di oliva. Il prodotto finale ha un carattere fruttato, medio all'olfatto con un buon piccante e amaro al gusto. In cucina è indicato a crudo su piatti come verdure e grigliate di carne rossa.

### Arte
La forte presenza francescana a Falerone è documentata fin dal XIII secolo, mentre l'attività monastica e la presenza di monaci e piccole abbazie su queste terre, risale all'epoca longobarda. Un primo convento di monaci sorgeva in contrada Piagge, in prossimità di un'antica chiesa longobarda detta di San Giovanni (oggi distrutta), poco distante dal luogo dove ancora oggi, sorge la millenaria Chiesa di San Paolino anch'essa di età longobarda. Inoltre, erano edifici abbaziali, oltre ad essere luoghi di culto, le Chiese di Santa Margherita e di Santo Stefano; la prima dipendeva dai monaci di San Pietro in Ferentillo, la seconda rappresentava la Pieve principale dell'antica diocesi di Falerone (oggi scomparsa insieme alla pieve). È chiaro quindi che il monachesimo faleronese deriva in gran parte dall'influsso dei Benedettini che dall'Umbria emigrarono su queste terre, fondando conventi e introducendo il culto per i loro santi (il culto di San Fortunato da Montefalco sostituito con il santo da Todi patrono di Falerone fu importato dall'Umbria in epoca antichissima). I primi Francescani si stabilirono a Falerone a metà del XIII secolo, fondando un loro monastero sul colle del Cimitero costruendo la loro Chiesa dedicata al patrono del Paese (da qui la denominazione del luogo: colle San Fortunato). Solo nel 1292 i Francescani si inurbarono dentro le mure trasferendosi presso la Chiesa di Santa Maria ribattezzandola nel 1352 Chiesa di San Fortunato, anche se ancora oggi i faleronesi la chiamano di San Francesco. È della stessa epoca la costruzione del monastero annesso. La Chiesa sul colle rimase tale finché non venne abbattuta per l'erezione della cappella del Cimitero; il titolo di San Fortunato venne trasferito alla Chiesa di San Francesco che ancora oggi è ricordata come Tempio di San Fortunato detto di San Francesco. Nel 1542, alcuni monaci appartenenti all'ordine dei Clareni abbandonarono il convento delle Piaggie e fondarono una Chiesina su un colle presso il Paese, dedicandola alla Madonna degli Angeli e costruendovi una residenza annessa (Da notare l'affresco interno alla chiesa sopra l'altar maggiore; opera di Vincenzo Pagani). Nel 1568 l'ordine dei Clareni venne fuso con quello dei Frati Francescani e la Chiesa sul colle e il piccolo monastero annesso, entrarono nelle proprietà del Convento del Paese; mentre solo intorno al XVI secolo anche il monastero delle Piagge fu abbandonato e i pochi frati lì rimasti si trasferirono in San Francesco. Rimasero sue rovine fino agli inizi del Novecento, oggi sono scomparse del tutto. Resta in piedi la Chiesa della Madonna degli Angeli che dal 1860, in seguito alla vendita dei beni ecclesiastici passò in mano ai privati ed ancora oggi appartiene a una facoltosa famiglia faleronese.

## Amministrazione
| Periodo        | Periodo        | Primo cittadino      | Partito                                                       | Carica  | Note  |
| -------------- | -------------- | -------------------- | ------------------------------------------------------------- | ------- | ----- |
| 21 giugno 1985 | 18 maggio 1990 | Remo De Minicis      | Partito Comunista Italiano                                    | Sindaco | [ 6 ] |
| 18 maggio 1990 | 24 aprile 1995 | Remo De Minicis      | Partito Comunista Italiano Partito Democratico della Sinistra | Sindaco | [ 6 ] |
| 24 aprile 1995 | 14 giugno 1999 | Luciano Fagiani      | Lista civica                                                  | Sindaco | [ 6 ] |
| 14 giugno 1999 | 14 giugno 2004 | Massimo Bertuzzi     | Lista civica                                                  | Sindaco | [ 6 ] |
| 14 giugno 2004 | 7 giugno 2009  | Massimo Bertuzzi     | Lista civica                                                  | Sindaco | [ 6 ] |
| 8 giugno 2009  | 26 maggio 2014 | Giandomenico Ferrini | Lista civica                                                  | Sindaco | [ 6 ] |
| 26 maggio 2014 | 27 maggio 2019 | Armando Altini       | Lista civica di Centro-destra                                 | Sindaco | [ 6 ] |
| 27 maggio 2019 | 10 giugno 2024 | Armando Altini       | Lista civica di Centro-destra                                 | Sindaco | [ 6 ] |
| 10 giugno 2024 | in carica      | Armando Altini       | Lista civica di Centro-destra                                 | Sindaco | [ 6 ] |

## Sport
La società polisportiva Falerio ha una sezione calcistica, mai spintasi oltre le divisioni dilettantistiche a carattere territoriale. Vi è altresì una sezione freccette, denominata Falerio Darts, che si è spinta fino al campionato provinciale di Serie C.